# Mees Kees op eigen benen
Mees Kees op eigen benen is een Nederlandse familiefilm uit 2024, geregisseerd door Pieter van Rijn.

## Verhaal
De moeder van Mees Kees vindt dat het tijd wordt dat hij op eigen benen gaat staan, dus op zichzelf gaat wonen. Ondertussen moet hij ook nog de auditie voor de vossenjacht voorbereiden, want Mevrouw Dreus wil dat het de beste vossenjacht ooit wordt. De moeder van Tobias is eindelijk weer vrolijk. Ze heeft bij het tuincentrum een leuke man ontmoet. Alleen Tobias ziet dit niet zitten. Hij wil geen vervanging voor zijn vader. Samen met Sep gaat hij op zoek naar een oplossing. Als de vossenjacht in het gedrang komt, omdat Mevrouw Dreus iedereen afgekeurd heeft als post, moeten Mees Kees en Meester Hank samen met Mevrouw Dreus de vossenjacht redden. Als vervolgens Meester Hank in het water rijdt en Mevrouw Dreus opgesloten raakt in de toren, moet Mees Kees de vossenjacht redden. Hiervoor roept hij de hulp in van zijn klas.

## Rolverdeling
| Acteur                | Personage            | Opmerkingen            |
| --------------------- | -------------------- | ---------------------- |
| Leendert de Ridder    | Mees Kees            |                        |
| Sanne Wallis de Vries | Dreus                | Schooldirectrice       |
| Raymonde de Kuyper    | Moeder van Mees Kees |                        |
| Jochen Otten          | Meester Hank         | Gymleraar              |
| Tamara Brinkman       | Moeder van Tobias    |                        |
| Everon Jackson Hooi   | Philip               |                        |
| Chloé Leenheer        | Marie Louise         |                        |
| Pauline Wingelaar     | Juf Pauline          |                        |
| Mees Blijleven        | Tobias               | Leerling van Mees Kees |
| Jax Mathon            | Sep                  | Leerling Mees van Kees |
| Altynai van Gompel    | Jacky                | Leerling van Mees Kees |
| Carlos Amno           | Tom                  | Leerling van Mees Kees |
| Mees Oude Nijhuis     | Aukje                | Leerling van Mees Kees |
| Amilya Weustink       | Hasna                | Leerling van Mees Kees |
| Sven Rombouts         | Fred                 | Leerling van Mees Kees |
| Nathan Mbui           | Winston              | Leerling van Mees Kees |
| Jeylan Shafahi        | Karim                | Leerling van Mees Kees |
| Evy Turkan            | Rashida              | Leerling van Mees Kees |

## Ontvangst
Het Parool vindt dat de teksten te veel herhaling bevatten. De nadruk ligt te veel op de woordjes "leuk" en "toch". Metro is positiever, volgens Metro valt er dingen te leren uit de film. Metro geeft 3,5 van de 5 sterren.